# Луисбург (Кентаки)
Луисбург (енгл. Lewisburg) град је у америчкој савезној држави Кентаки.

## Демографија
По попису из 2010. године број становника је 810, што је 93 (-10,3%) становника мање него 2000. године.
| Група             | 2000.       | 2010.       |
| Белци             | 885 (98,0%) | 784 (96,8%) |
| Афроамериканци    | 2 (0,2%)    | 6 (0,7%)    |
| Азијати           | 1 (0,1%)    | 0 (0,0%)    |
| Хиспаноамериканци | 10 (1,1%)   | 7 (0,9%)    |
| Укупно            | 903         | 810         |